# EPrix van Peking 2014
De ePrix van Peking 2014 werd gehouden op 13 september 2014 op het Beijing Olympic Green Circuit. Het was de eerste Formule E-race ooit.
Nadat in de laatste bocht van de race polesitter Nicolas Prost en Nick Heidfeld met elkaar in aanraking waren gekomen en van de baan waren geraakt, won Lucas di Grassi het eerste Formule E-evenement voor Audi Sport ABT, voor Franck Montagny en Sam Bird, die de derde plaats in handen kreeg, nadat Daniel Abt was bestraft voor het gebruiken van te veel kW uit de batterij van zijn auto.

## Kwalificatie
| Pos                 | No | Coureur           | Team               | Tijd      | Grid |
| ------------------- | -- | ----------------- | ------------------ | --------- | ---- |
| 1                   | 8  | Nicolas Prost     | e.dams Renault     | 1:42.200  | 1    |
| 2                   | 11 | Lucas di Grassi   | Audi Sport ABT     | 1:42.306  | 2    |
| 3                   | 66 | Daniel Abt        | Audi Sport ABT     | 1:42.454  | 3    |
| 4                   | 5  | Karun Chandhok    | Mahindra Racing    | 1:42.461  | 4    |
| 5                   | 27 | Franck Montagny   | Andretti Autosport | 1:42.530  | 8    |
| 6                   | 23 | Nick Heidfeld     | Venturi Grand Prix | 1:42.579  | 5    |
| 7                   | 3  | Jaime Alguersuari | Virgin Racing      | 1:42.683  | 6    |
| 8                   | 28 | Charles Pic       | Andretti Autosport | 1:42.726  | 7    |
| 9                   | 9  | Sébastien Buemi   | e.dams Renault     | 1:42.746  | 18   |
| 10                  | 99 | Nelson Piquet jr. | China Racing       | 1:42.785  | 9    |
| 11                  | 6  | Oriol Servià      | Dragon Racing      | 1:42.847  | 10   |
| 12                  | 2  | Sam Bird          | Virgin Racing      | 1:42.918  | 11   |
| 13                  | 7  | Jérôme d'Ambrosio | Dragon Racing      | 1:44.056  | 12   |
| 14                  | 55 | Takuma Sato       | Amlin Aguri        | 1:44.129  | 13   |
| 15                  | 88 | Ho-Pin Tung       | China Racing       | 1:45.282  | Pit  |
| 16                  | 77 | Katherine Legge   | Amlin Aguri        | 1:45.369  | 14   |
| 17                  | 18 | Michela Cerruti   | Trulli GP          | 1:46.170  | 16   |
| 107% tijd: 1:52.420 |    |                   |                    |           |      |
| 18                  | 10 | Jarno Trulli      | Trulli GP          | geen tijd | 20   |
| 19                  | 21 | Bruno Senna       | Mahindra Racing    | geen tijd | 15   |
| 20                  | 30 | Stéphane Sarrazin | Venturi Grand Prix | geen tijd | 19   |

## Race
| Pos | No | Coureur           | Team               | Rondes | Tijd/Oorzaak uitval | Grid | Punten |
| --- | -- | ----------------- | ------------------ | ------ | ------------------- | ---- | ------ |
| 1   | 11 | Lucas di Grassi   | Audi Sport ABT     | 25     | 52:23.413           | 2    | 25     |
| 2   | 27 | Franck Montagny   | Andretti Autosport | 25     | +2.867              | 8    | 18     |
| 3   | 2  | Sam Bird          | Virgin Racing      | 25     | +6.559              | 11   | 15     |
| 4   | 28 | Charles Pic       | Andretti Autosport | 25     | +19.301             | 7    | 12     |
| 5   | 5  | Karun Chandhok    | Mahindra Racing    | 25     | +23.952             | 4    | 10     |
| 6   | 7  | Jérôme d'Ambrosio | Dragon Racing      | 25     | +31.664             | 12   | 8      |
| 7   | 6  | Oriol Servià      | Dragon Racing      | 25     | +41.968             | 10   | 6      |
| 8   | 99 | Nelson Piquet jr. | China Racing       | 25     | +43.896             | 9    | 4      |
| 9   | 30 | Stéphane Sarrazin | Venturi Grand Prix | 25     | +43.975             | 20   | 2      |
| 10  | 66 | Daniel Abt        | Audi Sport ABT     | 25     | +1:02.507           | 3    | 1      |
| 11  | 3  | Jaime Alguersuari | Virgin Racing      | 25     | +2:00.613           | 6    |        |
| 12  | 8  | Nicolas Prost     | e.dams Renault     | 24     | Ongeluk             | 1    | 3      |
| 13  | 23 | Nick Heidfeld     | Venturi Grand Prix | 24     | Ongeluk             | 5    |        |
| 14  | 18 | Michela Cerruti   | Trulli GP          | 24     | +1 ronde            | 16   |        |
| 15  | 77 | Katherine Legge   | Amlin Aguri        | 24     | +1 ronde            | 14   |        |
| 16  | 88 | Ho-Pin Tung       | China Racing       | 23     | +2 ronden           | Pit  |        |
| DNF | 55 | Takuma Sato       | Amlin Aguri        | 21     | +4 ronden           | 13   | 2      |
| DNF | 9  | Sébastien Buemi   | e.dams Renault     | 14     | +11 ronden          | 18   |        |
| DNF | 10 | Jarno Trulli      | Trulli GP          | 2      | +23 ronden          | 20   |        |
| DNF | 21 | Bruno Senna       | Mahindra Racing    | 0      | Ongeluk             | 15   |        |

## Standen na de race

### Coureurs
| Positie | Rijder          | Team               | Punten |
| ------- | --------------- | ------------------ | ------ |
| 1       | Lucas di Grassi | Audi Sport ABT     | 25     |
| 2       | Franck Montagny | Andretti Autosport | 18     |
| 3       | Sam Bird        | Virgin Racing      | 15     |
| 4       | Charles Pic     | Andretti Autosport | 12     |
| 5       | Karun Chandhok  | Mahindra Racing    | 10     |

### Constructeurs
| Positie | Team               | Punten |
| ------- | ------------------ | ------ |
| 1       | Andretti Autosport | 30     |
| 2       | Audi Sport ABT     | 26     |
| 3       | Virgin Racing      | 15     |
| 4       | Dragon Racing      | 14     |
| 5       | Mahindra Racing    | 10     |